# Caccobius cavatus
Caccobius cavatus е вид бръмбар от семейство Листороги бръмбари (Scarabaeidae). Видът не е застрашен от изчезване.

## Разпространение и местообитание
Разпространен е в Ботсвана, Зимбабве, Кот д'Ивоар, Централноафриканска република, Чад и Южна Африка.
Обитава национални паркове, песъчливи и гористи местности, ливади, храсталаци, савани и крайбрежия.